# Чемпіонат Туру WTA 2004, одиночний розряд
Кім Клейстерс була чинною чемпіонкою, але цього року не кваліфікувалась після тривалої травми зап'ястка.
Марія Шарапова виграла свій дебютний Чемпіонат Туру WTA, у фіналі перемігши Серену Вільямс з рахунком 4–6, 6–2, 6–4. Станом на квітень 2018 року це остання перемога Шарапової над Вільямс, після чого вона програла їй 18 поєдинків підряд.

## Сіяні гравчині
1. Ліндсі Девенпорт (Круговий турнір)
2. Амелі Моресмо (півфінал)
3. Анастасія Мискіна (півфінал)
4. Світлана Кузнецова (Круговий турнір)
5. Олена Дементьєва (Круговий турнір)
6. Марія Шарапова (переможниця)
7. Серена Вільямс (фінал)
8. Віра Звонарьова (Круговий турнір)

Note:
- Жустін Енен-Арденн кваліфікувалась, але знялась через цитомегаловірус.

## Запасні
1. Вінус Вільямс (не використана)
2. Дженніфер Капріаті (не використана)

## Сітка

### Легенда
| - Q = Кваліфаєр - WC = Вайлд-кард - LL = Щасливий лузер | - Alt = Заміна - SE = Виняток - PR = Захищений рейтинг | - w/o = Без гри - r = Зняття - d = Присуджено перемогу |

### Фінальна частина
|  | Півфінали | Півфінали         | Півфінали      | Півфінали | Півфінали |   |               | Фінал          | Фінал | Фінал | Фінал | Фінал |
|  |           |                   |                |           |           |   |               |                |       |       |       |       |
|  | 3         | Анастасія Мискіна | 6              | 2         | 2         |   |               |                |       |       |       |       |
|  | 6         | Марія Шарапова    | 2              | 6         | 6         |   |               |                |       |       |       |       |
|  | 6         | Марія Шарапова    | 2              | 6         | 6         |   | 6             | Марія Шарапова | 4     | 6     | 6     |       |
|  |           |                   |                |           |           |   | 6             | Марія Шарапова | 4     | 6     | 6     |       |
|  |           | 7                 | Серена Вільямс | 6         | 2         | 4 |               |                |       |       |       |       |
|  | 2         | 7                 | Серена Вільямс | 6         | 2         | 4 | Амелі Моресмо | 6              | 62    | 4     |       |       |
|  | 2         |                   |                |           |           |   | Амелі Моресмо | 6              | 62    | 4     |       |       |
|  | 7         | Серена Вільямс    | 4              | 7         | 6         |   |               |                |       |       |       |       |

### Чорна група
|   |                    | Моресмо  | Кузнецова | Шарапова | Звонарьова | Матчів В–П | Сетів В–П | Геймів В–П | Положення |
| 2 | Амелі Моресмо      |          | 6–3, 6–2  | 7–5, 6–4 | 6–0, 6–1   | 3–0        | 6–0       |            | 1         |
| 4 | Світлана Кузнецова | 3–6, 2–6 |           | 1–6, 4–6 | 6–2, 6–4   | 1–2        | 2–4       |            | 3         |
| 6 | Марія Шарапова     | 5–7, 4–6 | 6–1, 6–4  |          | 6–4, 7–5   | 2–1        | 4–2       |            | 2         |
| 8 | Віра Звонарьова    | 0–6, 1–6 | 2–6, 4–6  | 4–6, 5–7 |            | 0–3        | 0–6       |            | 4         |

За рівної кількості очок положення визначається: 1) Кількість перемог; 2) Кількість матчів; 3) Якщо двоє тенісисток після цього ділять місце, особисті зустрічі; 4) Якщо троє тенісисток після цього ділять місце, кількість виграних сетів, кількість виграних геймів; 5) Рішення організаційного комітету.

### Червона група
|   |                   | Девенпорт     | Мискіна       | Дементьєва  | Вільямс       | Матчів В–П | Сетів В–П | Геймів В–П | Положення |
| 1 | Ліндсі Девенпорт  |               | 6–7(5), 4–6   | 6–0, 6–1    | 3–6, 7–5, 6–1 | 2–1        | 4–3       |            | 3         |
| 3 | Анастасія Мискіна | 7–6(5), 6–4   |               | 6–3, 6–3    | 6–4, 3–6, 4–6 | 2–1        | 5–2       |            | 1         |
| 5 | Олена Дементьєва  | 0–6, 1–6      | 3–6, 3–6      |             | 6–7(3), 5–7   | 0–3        | 0–6       |            | 4         |
| 7 | Серена Вільямс    | 6–3, 5–7, 1–6 | 4–6, 6–3, 6–4 | 7–6(3), 7–5 |               | 2–1        | 5–3       |            | 2         |

За рівної кількості очок положення визначається: 1) Кількість перемог; 2) Кількість матчів; 3) Якщо двоє тенісисток після цього ділять місце, особисті зустрічі; 4) Якщо троє тенісисток після цього ділять місце, кількість виграних сетів, кількість виграних геймів; 5) Рішення організаційного комітету.